# Kasteel van Franchimont

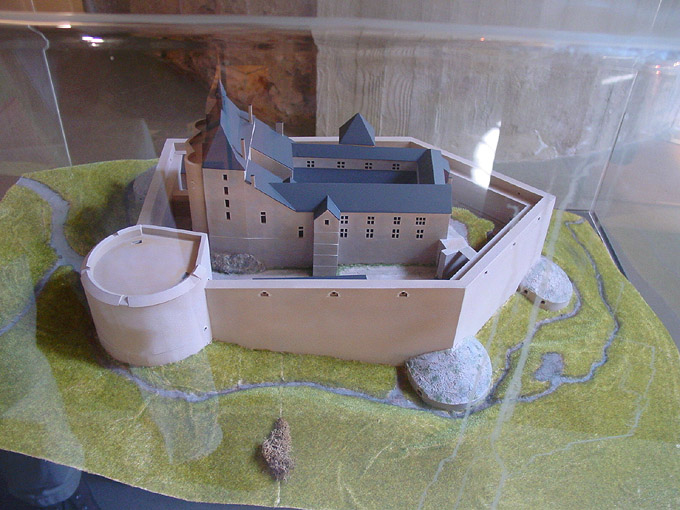
Maquette

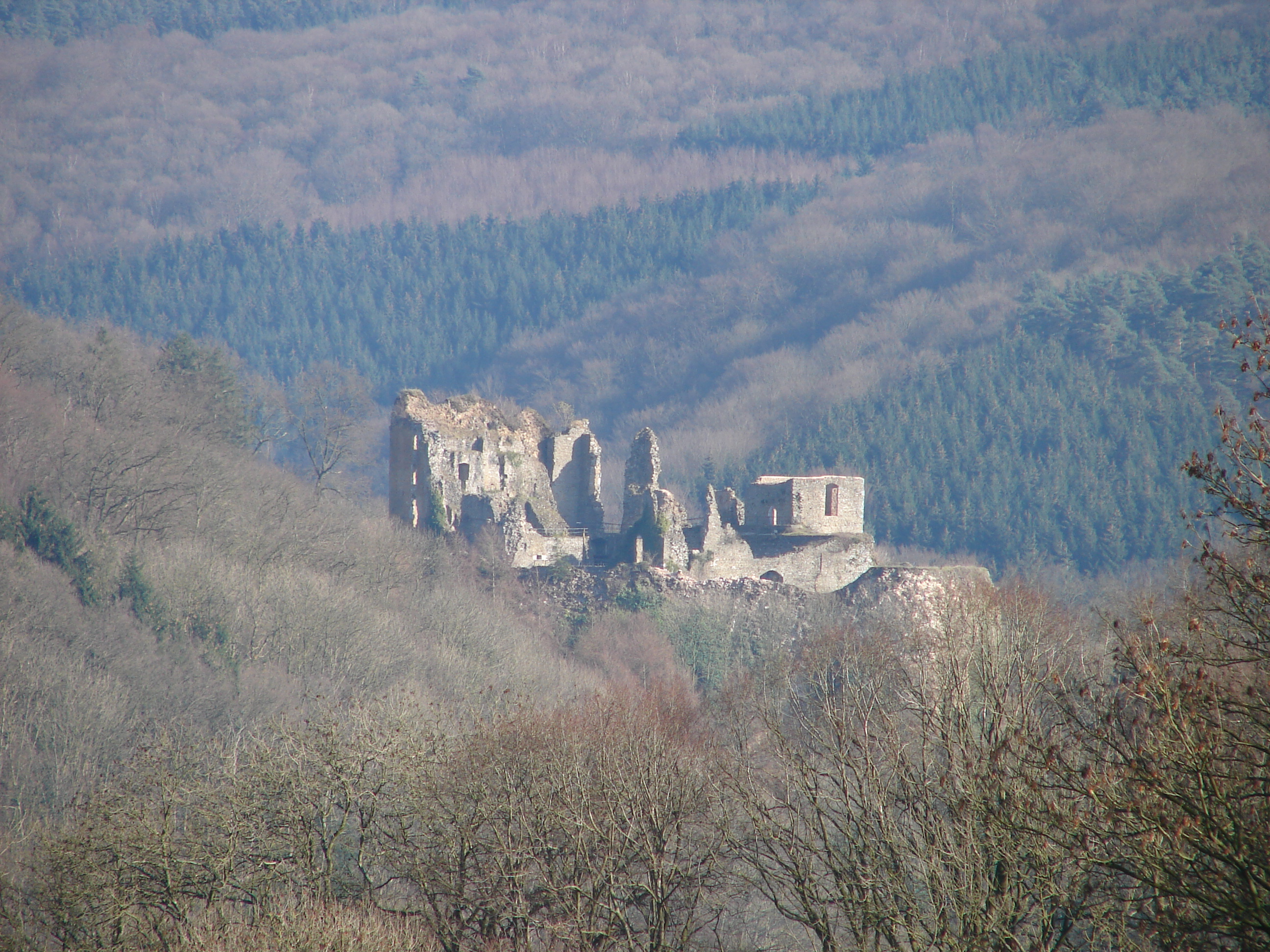
Zicht vanop Mont-Theux

Het Kasteel van Franchimont is de ruïne van een burcht, die in de 11e eeuw gebouwd werd op een rots in de Belgische Ardennen die de vallei van de Hoëgne beheerst. Het ligt in de gemeente Theux bij het station Franchimont in de provincie Luik.

## Geschiedenis
De hoogteburcht werd gebouwd nadat de bisschop van Luik de wereldlijke macht kreeg in een deel van zijn bisdom. Het moest Luik langs de oostzijde beschermen. Aanvankelijk was het niet meer dan een kazerne. De grootste uitbouw gebeurde in de 16e eeuw onder prins-bisschop Everhard van der Marck. Kort nadien was de artillerie zodanig verbeterd, dat het kasteel kon beschoten worden uit de omliggende heuvels; bijgevolg verloor het zijn militaire rol.
Het kasteel was ook de zetel van het markgraafschap Franchimont; het deed dienst als gevangenis voor de vijf bans van het markgraafschap.
Onder de Franse bezetting werd het kasteel tot nationaal bezit verklaard en verkocht aan een ondernemer die het ontmantelde en uitbaatte als steengroeve.